# ترسا موتوس
ترسا موتوس (اسپانیایی: Teresa Motos‎؛ زادهٔ ۲۹ دسامبر ۱۹۶۳) بازیکن هاکی روی چمن اهل اسپانیا است که در مسابقات کشوری و بین‌المللی در مجموع برندهٔ ۱ مدال طلا شده است.